# Parrocchie civili del West Yorkshire
Questa è una lista delle parrocchie civili del West Yorkshire, Inghilterra.

## Bradford
Queensbury and Shelf e Shipley e parti di Bingley e Bradford non sono coperte da parrocchie.
- Addingham
- Baildon
- Burley (2006)
- Clayton (2004)
- Cullingworth
- Denholme †
- Harden
- Haworth, Cross Roads and Stanbury (2000)
- Ilkley †
- Keighley (2002)
- Menston (2006)
- Oxenhope
- Sandy Lane (2004)
- Silsden †
- Steeton with Eastburn
- Wilsden (2004)
- Wrose (2004)

## Calderdale
- Blackshaw
- Erringden
- Hebden Royd †
- Heptonstall
- Ripponden †
- Todmorden †
- Wadsworth

## Kirklees
- Denby Dale †
- Holme Valley † (in origine Holmfirth)
- Kirkburton †
- Meltham †
- Mirfield (creata 1988)

## Leeds
Aireborough, Pudsey e Rothwell e parte di Garforth, Leeds e Morley non sono coperte da parrocchie.
- Aberford
- Allerton Bywater (1999)
- Alwoodley
- Arthington
- Austhorpe
- Bardsey cum Rigton
- Barwick in Elmet and Scholes
- Boston Spa
- Bramham cum Oglethorpe
- Bramhope
- Carlton
- Clifford
- Collingham
- Drighlington (2004)
- East Keswick
- Gildersome (2004)
- Great and Little Preston
- Harewood
- Horsforth (1999)
- Kippax (2004)
- Ledsham
- Ledston
- Lotherton con Aberford
- Micklefield
- Morley (town, 2000)
- Otley †
- Parlington
- Pool
- Scarcroft
- Shadwell (2002)
- Stourton Grange
- Swillington
- Thorner
- Thorp Arch
- Walton
- Wetherby
- Wothersome

## Wakefield
- Ackworth
- Badsworth
- Chevet
- Crigglestone
- Crofton
- Darrington
- East Hardwick
- Featherstone †
- Havercroft with Cold Hiendley
- Hemsworth †
- Hessle and Hill Top
- Huntwick with Foulby and Nostell
- Newland with Woodhouse Moor
- Normanton †
- North Elmsall
- Notton
- Ryhill
- Sharlston
- Sitlington
- South Elmsall
- South Hiendley
- South Kirkby and Moorthorpe (in origine South Kirkby)
- Thorpe Audlin
- Upton
- Walton
- Warmfield cum Heath
- West Bretton
- West Hardwick
- Wintersett
- Woolley